# にくめないのがニクイのサ
『にくめないのがニクイのサ』は、1984年11月1日に発売された、THE GOOD-BYEの5枚目のシングルである。

## 解説
表題曲は自身が出演した「味の素・マリーナ」のコマーシャルソング。発売後には味の素一社提供番組『ごちそうさま』（日本テレビ系列）にゲスト出演し、マリーナを材料に使った「帆立のムース」を作ると共に本曲を披露した。
ジャケット写真は雑誌「セブンティーン」グラビアからの流用。また発売日からの4日間におけるレコード購入者を対象に『まあーるぃーな。FRESH WEEKEND HOT・LINE』と題した、メンバーによる生電話企画が行われ、ジャケット裏面には応募券が付いていた。

## 収録曲
- SIDE A

1. にくめないのがニクイのサ [2:53]
作詞:野村義男／作曲:曽我泰久／編曲:THE GOOD-BYE、小野沢篤
  - 味の素 マーガリン「マリーナ」CMソング。

- SIDE B

1. Don't Make Me Blue [3:47]
作詞・作曲:曽我泰久／編曲:THE GOOD-BYE

## 楽曲の収録アルバム
- ALL YOU NEED IS …グッバイに夢中!（#1）
- OLDIES BUT Good-Buy!（#1）
- Anthology 1983〜1990（#1、#2）
- READY! STEADY!! THE GOOD-BYE!!!（#1）
- Good Vibrations（リマスター盤）（#1、#2）